# 切爾基佐沃站
切爾基佐沃站（羅馬化：Cherkizovskaya）是莫斯科地鐵索科利尼基線的一個車站，位於莫斯科東行政區。切爾基佐沃站開通於1990年，設計者是建築師V. Cheremin和A. Vigdorov。車站名稱取自切爾基佐沃村。該站的裝潢相對較為簡單，天花板為曲線型且月台無支柱。